# Colobomatus caribbei
Colobomatus caribbei is een eenoogkreeftjessoort uit de familie van de Philichthyidae. De wetenschappelijke naam van de soort is voor het eerst geldig gepubliceerd in 1983 door Cressey & Schotte.